# Christophe Mengin
Christophe Mengin (ur. 3 września 1968 w Cornimont) – francuski kolarz szosowy i przełajowy, brązowy medalista szosowych mistrzostw świata w kategorii amatorów.

## Kariera
Największy sukces w karierze Christophe Mengin osiągnął w 1994 roku, kiedy zdobył brązowy medal w wyścigu ze startu wspólnego amatorów podczas mistrzostw świata w Agrigento. W zawodach tych wyprzedzili go jedynie Duńczyk Alex Pedersen oraz Słowak Milan Dvorščík. Był to jednak jedyny medal wywalczony przez Mengina na międzynarodowej imprezie tej rangi. Ponadto w 1999 roku wygrał GP Ouest-France, a w 2003 roku był najlepszy w Cholet-Pays de Loire. Wielokrotnie startował w Tour de France, najlepszy wynik osiągając w 1997 roku, kiedy zajął 48. miejsce w klasyfikacji generalnej i wygrał jeden z etapów. W 1996 roku wystartował we Vuelta a España, ale wycofał się przed ukończeniem rywalizacji. W latach 1997 i 1998 zdobywał tytuł mistrza Francji w kolarstwie przełajowym. Nigdy nie wystąpił na igrzyskach olimpijskich.